# 小科拉貝利納河
小科拉貝利納河（羅馬化：Mala Korabelna）是烏克蘭的河流，位於該國南部，屬於南布格河的左支流，發源自蒂莫菲伊夫卡東北面，流經尼古拉耶夫州，河道全長25公里，流域面積182平方公里。